# Liste der Gebietsänderungen im Bezirk Neubrandenburg

Bezirk Neubrandenburg in der DDR

Die Liste der Gebietsänderungen im Bezirk Neubrandenburg enthält wichtige Änderungen der Gemeindegebiete des Bezirks Neubrandenburg der DDR in der Zeit vom 25. Juli 1952 bis zum 2. Oktober 1990. Dazu zählen unter anderem Zusammenschlüsse und Trennungen von Gemeinden, Eingliederungen von Gemeinden in eine andere, Änderungen des Gemeindenamens und größere Umgliederungen von Teilen einer Gemeinde in eine andere.

## Legende
- Datum: juristisches Wirkungsdatum der Gebietsänderung
- Gemeinde vor der Änderung: Gemeinde vor der Gebietsänderung
- Maßnahme: Art der Änderung
- Gemeinde nach der Änderung: Gemeinde nach der Gebietsänderung
- Landkreis: Landkreis der Gemeinde nach der Gebietsänderung
- OT: Ortsteil

Die Sortierung erfolgt chronologisch: Datum, Stadtkreis, Landkreis, aufnehmende oder neu gebildete Gemeinde. Heute noch bestehende Gemeinden sind farbig unterlegt. Die Gemeinden, die in den Bezirk Neubrandenburg wechselten, sind grün, diejenigen, die ihn verließen, rot unterlegt.

## Liste
| Datum      | Gemeinde vor der Änderung | Maßnahme | Gemeinde nach der Änderung | Kreis |
| ---------- | --- | --- | --- | --- |
| 25.07.1952 | Errichtung des Bezirks Neubrandenburg 14 Landkreise, 0 Stadtkreise                                                             | Errichtung des Bezirks Neubrandenburg 14 Landkreise, 0 Stadtkreise                                                             | Errichtung des Bezirks Neubrandenburg 14 Landkreise, 0 Stadtkreise                                                             | Errichtung des Bezirks Neubrandenburg 14 Landkreise, 0 Stadtkreise                                                             |
| 04.12.1952 | Groß Ridsenow, Kreis Teterow                                                                                                   | Umgliederung | Groß Ridsenow | Güstrow, Bezirk Schwerin |
| 04.12.1952 | Polßen, Kreis Angermünde Bezirk Frankfurt (Oder)                                                                               | Umgliederung | Polßen | Prenzlau |
| 31.12.1952 | Sanitz | Eingliederung | Blesewitz | Anklam |
| 01.01.1956 | Polßen, Kreis Prenzlau | Umgliederung | Polßen | Angermünde, Bezirk Frankfurt (Oder)                                                                                            |
| 01.01.1957 | Kalübbe | Eingliederung | Breesen | Altentreptow |
| 01.01.1957 | Stavenhagen, OT Gülzow | Neubildung | Gülzow | Malchin |
| 01.01.1957 | Bresewitz | Eingliederung | Friedland | Neubrandenburg |
| 01.01.1957 | Fleeth | Eingliederung | Diemitz | Neustrelitz |
| 01.01.1957 | Koldenhof | Eingliederung | Dolgen | Neustrelitz |
| 01.01.1957 | Pieverstorf | Eingliederung | Kratzeburg | Neustrelitz |
| 01.01.1957 | Caselow | Eingliederung | Bergholz | Pasewalk |
| 01.01.1957 | Rothenklempenow, OT Glashütte                                                                                                  | Neubildung | Glashütte | Pasewalk |
| 01.01.1957 | Koblentz, OT Marienthal | Neubildung | Marienthal | Pasewalk |
| 01.01.1957 | Werbelow | Eingliederung | Trebenow | Prenzlau |
| 01.01.1957 | Darze | Eingliederung | Altenhof | Röbel/Müritz |
| 01.01.1957 | Göhren Lebbin | Zusammenschluss | Göhren-Lebbin | Röbel/Müritz |
| 01.01.1957 | Below Grabow | Zusammenschluss | Grabow-Below | Röbel/Müritz |
| 01.01.1957 | Dammwolde | Eingliederung | Jaebetz | Röbel/Müritz |
| 01.01.1957 | Neu Stuer | Eingliederung | Stuer | Röbel/Müritz |
| 01.01.1957 | Tangersdorf | Eingliederung | Lychen | Templin |
| 01.01.1957 | Ahrensdorf Netzow | Eingliederung | Templin | Templin |
| 01.01.1957 | Mönkebude, OT Grambin | Neubildung | Grambin | Ueckermünde |
| 01.01.1957 | Rothemühl, OT Heinrichswalde                                                                                                   | Neubildung | Heinrichswalde | Ueckermünde |
| 01.01.1957 | Eggesin, OT Hoppenwalde | Neubildung | Hoppenwalde | Ueckermünde |
| 01.01.1957 | Ave | Eingliederung | Mollenstorf | Waren |
| 01.01.1957 | Drewitz | Eingliederung | Nossentiner Hütte | Waren |
| 01.01.1957 | Klein Luckow, Kreis Teterow | Eingliederung | Vollrathsruhe | Waren |
| 01.01.1958 | Klockow | Eingliederung | Schönfeld | Prenzlau |
| 01.04.1959 | Küssow | Eingliederung | Neubrandenburg | – |
| 01.04.1959 | Dambeck | Eingliederung | Bütow | Röbel/Müritz |
| 01.04.1959 | Wildkuhl | Eingliederung | Kambs | Röbel/Müritz |
| 01.04.1959 | Kisserow | Eingliederung | Penkow | Röbel/Müritz |
| 01.01.1960 | Japzow Zwiedorf | Zusammenschluss | Wolde | Altentreptow |
| 01.01.1960 | Pensin | Eingliederung | Quitzerow | Demmin |
| 01.01.1960 | Linstow Kreis Waren | Umgliederung | Linstow | Güstrow, Bezirk Schwerin |
| 01.01.1960 | Solzow | Eingliederung | Vipperow | Röbel/Müritz |
| 01.01.1960 | Bebersee Groß Väter | Eingliederung | Groß Dölln | Templin |
| 01.01.1960 | Appelhagen | Eingliederung | Dalkendorf | Teterow |
| 01.01.1960 | Schwiessel | Eingliederung | Neu Heinde | Teterow |
| 01.01.1960 | Schwastorf | Eingliederung | Groß Dratow | Waren |
| 01.01.1960 | Passentin | Eingliederung | Mallin | Waren |
| 01.06.1960 | Groß Jasedow | Eingliederung | Klein Bünzow | Anklam |
| 01.01.1961 | Gevezin | Eingliederung | Blankenhof | Neubrandenburg |
| 01.01.1961 | Petersdorf | Eingliederung | Milmersdorf | Templin |
| 01.07.1961 | Weitin | Eingliederung | Neubrandenburg | – |
| 01.07.1961 | Pätschow Quilow | Eingliederung | Groß Polzin | Anklam |
| 01.07.1961 | Stretense | Eingliederung | Pelsin | Anklam |
| 01.07.1961 | Pinnow | Eingliederung | Murchin | Anklam |
| 01.07.1961 | Vanseloh | Eingliederung | Siedenbrünzow | Demmin |
| 01.07.1961 | Bargensdorf Quastenberg | Eingliederung | Burg Stargard | Neubrandenburg |
| 01.07.1961 | Zachow | Eingliederung | Groß Nemerow | Neubrandenburg |
| 01.07.1961 | Roga | Eingliederung | Pleetz | Neubrandenburg |
| 01.07.1961 | Peckatel | Eingliederung | Klein Vielen | Neustrelitz |
| 01.07.1961 | Gaarz | Eingliederung | Lärz | Neustrelitz |
| 01.07.1961 | Peetsch | Eingliederung | Mirow | Neustrelitz |
| 01.07.1961 | Groß Sperrenwalde | Eingliederung | Beenz | Prenzlau |
| 01.07.1961 | Ellingen | Eingliederung | Dedelow | Prenzlau |
| 01.07.1961 | Baumgarten Kleptow | Zusammenschluss | Ludwigsburg | Prenzlau |
| 01.07.1961 | Lindenhagen | Eingliederung | Sternhagen | Prenzlau |
| 01.10.1961 | Holldorf OT Godenswege | Umgliederung | Cammin | Neubrandenburg |
| 01.10.1961 | Templin OT Ahrensdorf | Umgliederung | Milmersdorf | Templin |
| 01.01.1962 | Markow | Eingliederung | Ivenack | Malchin |
| 01.01.1962 | Rowa | Eingliederung | Holldorf | Neubrandenburg |
| 01.01.1962 | Hasselförde | Eingliederung | Dolgen | Neustrelitz |
| 01.01.1962 | Sophienhof | Eingliederung | Grabowhöfe | Waren |
| 01.01.1963 | Dargun, OT Barlin | Umgliederung | Zarnekow | Malchin |
| 01.08.1963 | Zarrenthin Zemmin | Zusammenschluss | Bentzin | Demmin |
| 01.01.1964 | Prillwitz | Eingliederung | Hohenzieritz | Neubrandenburg |
| 01.01.1964 | Ballwitz | Eingliederung | Holldorf | Neubrandenburg |
| 01.01.1965 | Zahren | Eingliederung | Ankershagen | Waren |
| 01.01.1965 | Baumgarten | Eingliederung | Grabowhöfe | Waren |
| 01.01.1965 | Lütgendorf | Eingliederung | Klocksin | Waren |
| 01.01.1965 | Marxhagen | Eingliederung | Moltzow | Waren |
| 01.07.1965 | Rossow | Eingliederung | Neverin | Neubrandenburg |
| 01.07.1965 | Ramelow | Eingliederung | Schwanbeck | Neubrandenburg |
| 01.07.1965 | Klockow | Eingliederung | Schwichtenberg | Neubrandenburg |
| 01.07.1965 | Wetzenow | Eingliederung | Rossow | Pasewalk |
| 01.07.1965 | Parmen Weggun | Zusammenschluss | Parmen-Weggun | Prenzlau |
| 01.07.1965 | Schwarzensee | Eingliederung | Strasburg | Strasburg |
| 15.07.1965 | Drosedow | Eingliederung | Canow | Neustrelitz |
| 15.07.1965 | Liepen bei Kratzeburg | Eingliederung | Klein Vielen | Neustrelitz |
| 15.07.1965 | Retzow | Eingliederung | Rechlin | Neustrelitz |
| 15.07.1965 | Buschhof | Eingliederung | Schwarz | Neustrelitz |
| 15.07.1965 | Mechow | Eingliederung | Triepkendorf | Neustrelitz |
| 01.09.1965 | Gerswalde, OT Kaakstedt | Neubildung | Kaakstedt | Templin |
| 01.09.1965 | Fergitz | Eingliederung | Kaakstedt | Templin |
| 10.10.1965 | Gnevezin Woserow | Zusammenschluss | Bargischow | Anklam |
| 01.01.1967 | Mellenau | Eingliederung | Buchenhain | Templin |
| 01.01.1967 | Laschendorf | Eingliederung | Malchow | Waren |
| 01.01.1968 | Wittenhagen | Eingliederung | Conow | Neustrelitz |
| 01.01.1968 | Neugarten | Eingliederung | Lichtenberg | Neustrelitz |
| 01.01.1968 | Zirtow | Eingliederung | Wesenberg | Neustrelitz |
| 01.01.1968 | Kröchlendorff | Eingliederung | Gollmitz | Templin |
| 01.01.1968 | Tressow | Eingliederung | Lupendorf | Waren |
| 01.01.1969 | Ausgliederung der Stadt Neubrandenburg aus dem Kreis Neubrandenburg 14 Landkreise, 0 Stadtkreise → 14 Landkreise, 1 Stadtkreis | Ausgliederung der Stadt Neubrandenburg aus dem Kreis Neubrandenburg 14 Landkreise, 0 Stadtkreise → 14 Landkreise, 1 Stadtkreis | Ausgliederung der Stadt Neubrandenburg aus dem Kreis Neubrandenburg 14 Landkreise, 0 Stadtkreise → 14 Landkreise, 1 Stadtkreis | Ausgliederung der Stadt Neubrandenburg aus dem Kreis Neubrandenburg 14 Landkreise, 0 Stadtkreise → 14 Landkreise, 1 Stadtkreis |
| 01.01.1969 | Chemnitz | Eingliederung | Blankenhof | Neubrandenburg-Land |
| 01.01.1969 | Neverin, OT Rossow, Staven | Neubildung | Staven | Neubrandenburg-Land |
| 01.01.1969 | Carwitz Läven | Eingliederung | Feldberg | Neustrelitz |
| 01.01.1969 | Granzin | Eingliederung | Kratzeburg | Neustrelitz |
| 01.01.1969 | Priepert Strasen | Zusammenschluss | Strasen-Priepert | Neustrelitz |
| 01.01.1969 | Canow | Eingliederung | Wustrow | Neustrelitz |
| 01.01.1969 | Kienz | Eingliederung | Jördenstorf | Teterow |
| 01.01.1969 | Jördenstorf OT Klein Wüstenfelde                                                                                               | Umgliederung | Jördenstorf | Teterow |
| 01.04.1969 | Kuhz | Eingliederung | Haßleben | Templin |
| 01.07.1969 | Poratz | Eingliederung | Temmen | Templin |
| 01.01.1970 | Wahlendow, OT Pamitz | Umgliederung | Klein Bünzow | Anklam |
| 01.01.1970 | Wahlendow | Eingliederung | Rubkow | Anklam |
| 01.01.1970 | Ladenthin | Eingliederung | Grambow | Pasewalk |
| 01.01.1970 | Grünheide Melzow | Eingliederung | Warnitz | Prenzlau |
| 01.01.1970 | Zielow | Eingliederung | Ludorf | Röbel/Müritz |
| 01.01.1970 | Ziddorf | Eingliederung | Bülow | Teterow |
| 23.03.1970 | Müssentin | Eingliederung | Jarmen | Demmin |
| 01.01.1971 | Schmersow | Eingliederung | Rollwitz | Pasewalk |
| 01.07.1971 | Groß Varchow | Eingliederung | Lehsten | Waren |
| 01.01.1972 | Karbow | Eingliederung | Melz | Röbel/Müritz |
| 01.01.1972 | Pinnow | Eingliederung | Kaakstedt | Templin |
| 01.07.1972 | Hornshagen | Eingliederung | Strasburg (Uckermark) | Strasburg |
| 01.07.1972 | Rockow | Eingliederung | Möllenhagen | Waren |
| 01.10.1972 | Alt Käbelich | Eingliederung | Leppin | Strasburg |
| 15.12.1972 | Lübbersdorf Sandhagen | Eingliederung | Kotelow | Neubrandenburg-Land |
| 01.01.1973 | Klatzow Rosenmarsow | Eingliederung | Altentreptow | Altentreptow |
| 01.01.1973 | Weitzin | Namensänderung | Burow | Altentreptow |
| 01.01.1973 | Lebbin | Eingliederung | Groß Teetzleben | Altentreptow |
| 01.01.1973 | Gädebehn | Eingliederung | Knorrendorf | Altentreptow |
| 01.01.1973 | Klein Helle | Eingliederung | Mölln | Altentreptow |
| 01.01.1973 | Luplow | Eingliederung | Rosenow | Altentreptow |
| 01.01.1973 | Wolkow | Eingliederung | Wildberg | Altentreptow |
| 01.01.1973 | Liepen | Eingliederung | Eichhorst | Neubrandenburg-Land |
| 01.01.1973 | Gramelow Loitz | Eingliederung | Teschendorf | Neubrandenburg-Land |
| 01.01.1973 | Groß Schönfeld | Eingliederung | Blankensee | Neustrelitz |
| 01.01.1973 | Usadel | Eingliederung | Blumenholz | Neustrelitz |
| 01.01.1973 | Goldenbaum | Eingliederung | Carpin | Neustrelitz |
| 01.01.1973 | Triepkendorf | Eingliederung | Dolgen | Neustrelitz |
| 01.01.1973 | Krümmel | Eingliederung | Lärz | Neustrelitz |
| 01.01.1973 | Krumbeck | Eingliederung | Lichtenberg | Neustrelitz |
| 01.01.1973 | Quadenschönfeld Warbende | Eingliederung | Möllenbeck | Neustrelitz |
| 01.01.1973 | Boek | Eingliederung | Rechlin | Neustrelitz |
| 01.01.1973 | Rödlin Thurow | Zusammenschluss | Rödlin-Thurow | Neustrelitz |
| 01.01.1973 | Blankenförde | Eingliederung | Roggentin | Neustrelitz |
| 01.01.1973 | Groß Quassow | Eingliederung | Userin | Neustrelitz |
| 01.01.1973 | Ahrensberg | Eingliederung | Wesenberg | Neustrelitz |
| 01.01.1973 | Grimme | Eingliederung | Brüssow | Pasewalk |
| 01.01.1973 | Battin Trampe | Eingliederung | Grünberg | Pasewalk |
| 01.01.1973 | Neumeichow | Eingliederung | Meichow | Prenzlau |
| 01.01.1973 | Grenz | Eingliederung | Ziemkendorf | Prenzlau |
| 01.01.1973 | Badresch Golm Lindow Miltzow-Holzendorf Ulrichshof                                                                             | Zusammenschluss | Groß Miltzow | Strasburg |
| 01.01.1973 | Groß Spiegelberg | Eingliederung | Klein Luckow | Strasburg |
| 01.01.1973 | Golm OT Friedrichshof bei Neetzka                                                                                              | Umgliederung | Kublank | Strasburg |
| 01.01.1973 | Rattey | Eingliederung | Schönbeck | Strasburg |
| 01.01.1973 | Matzdorf | Eingliederung | Schönhausen | Strasburg |
| 01.01.1973 | Hildebrandshagen | Eingliederung | Woldegk | Strasburg |
| 01.01.1973 | Rosenow | Eingliederung | Hardenbeck | Templin |
| 01.01.1973 | Metzelthin | Eingliederung | Klosterwalde | Templin |
| 01.01.1973 | Götschendorf | Eingliederung | Milmersdorf | Templin |
| 01.01.1973 | Ankershagen, OT Zahren | Umgliederung | Groß Vielen | Waren |
| 01.03.1973 | Wegezin | Eingliederung | Krien | Anklam |
| 01.03.1973 | Wussentin | Eingliederung | Medow | Anklam |
| 01.03.1973 | Wegezin, OT Dennin | Umgliederung | Spantekow | Anklam |
| 05.04.1973 | Gülzow | Eingliederung | Stavenhagen | Malchin |
| 01.07.1973 | Alt Teterin | Eingliederung | Butzow | Anklam |
| 01.07.1973 | Anklam, OT Görke | Umgliederung | Postlow | Anklam |
| 01.07.1973 | Groß Toitin | Eingliederung | Jarmen | Demmin |
| 01.07.1973 | Rumpshagen | Eingliederung | Ankershagen | Waren |
| 01.08.1973 | Bandelow | Eingliederung | Trebenow | Strasburg |
| 01.08.1973 | Thomsdorf | Eingliederung | Funkenhagen | Templin |
| 13.09.1973 | Kaslin | Eingliederung | Beggerow | Demmin |
| 13.09.1973 | Genschendorf Törpin | Zusammenschluss | Sarow | Demmin |
| 13.09.1973 | Leistenow | Eingliederung | Utzedel | Demmin |
| 01.01.1974 | Grüttow | Eingliederung | Stolpe | Anklam |
| 01.01.1974 | Kölln | Eingliederung | Werder | Altentreptow |
| 01.01.1974 | Plestin | Eingliederung | Bentzin | Demmin |
| 01.01.1974 | Dahlen Ganzkow Roggenhagen | Eingliederung | Brunn | Neubrandenburg-Land |
| 01.01.1974 | Ihlenfeld | Eingliederung | Neuenkirchen | Neubrandenburg-Land |
| 01.01.1974 | Pleetz | Eingliederung | Salow | Neubrandenburg-Land |
| 01.01.1974 | Rühlow | Eingliederung | Warlin | Neubrandenburg-Land |
| 01.01.1974 | Schlicht | Eingliederung | Feldberg | Neustrelitz |
| 01.01.1974 | Cantnitz | Eingliederung | Lüttenhagen | Neustrelitz |
| 01.01.1974 | Bröllin | Eingliederung | Fahrenwalde | Pasewalk |
| 01.01.1974 | Cramzow | Eingliederung | Carmzow | Prenzlau |
| 01.01.1974 | Naugarten | Eingliederung | Schönermark | Prenzlau |
| 01.01.1974 | Wollin | Eingliederung | Eickstedt | Prenzlau |
| 01.01.1974 | Schwaneberg | Eingliederung | Schmölln | Prenzlau |
| 01.01.1974 | Knüppeldamm | Eingliederung | Fincken | Röbel/Müritz |
| 01.01.1974 | Poppentin Roez | Eingliederung | Göhren-Lebbin | Röbel/Müritz |
| 01.01.1974 | Woldzegarten | Eingliederung | Minzow | Röbel/Müritz |
| 01.01.1974 | Annenwalde | Eingliederung | Densow | Templin |
| 01.01.1974 | Dargersdorf | Eingliederung | Vietmannsdorf | Templin |
| 01.01.1974 | Duckwitz | Eingliederung | Behren-Lübchin | Teterow |
| 01.01.1974 | Großen Luckow Rothenmoor | Zusammenschluss | Dahmen | Teterow |
| 01.01.1974 | Bülow, OT Ziddorf | Umgliederung | Dahmen | Teterow |
| 01.01.1974 | Rachow | Eingliederung | Groß Roge | Teterow |
| 01.01.1974 | Groß Köthel | Eingliederung | Hohen Demzin | Teterow |
| 01.01.1974 | Klein Plasten | Eingliederung | Groß Plasten | Waren |
| 01.01.1975 | Buchholz | Eingliederung | Gerswalde | Templin |
| 20.06.1975 | Vorwerk | Eingliederung | Demmin | Demmin |
| 01.01.1979 | Rosenhagen | Eingliederung | Bugewitz | Anklam |
| 01.04.1979 | Rittgarten | Eingliederung | Schapow | Prenzlau |
| 05.04.1979 | Hindenburg | Eingliederung | Templin | Templin |
| 20.05.1979 | Hungerstorf | Eingliederung | Faulenrost | Malchin |
| 20.05.1979 | Schlepkow | Eingliederung | Lemmersdorf | Prenzlau |
| 01.01.1983 | Stavenhagen, OT Gülzow | Neubildung | Gülzow | Malchin |
| 01.01.1983 | Stavenhagen, OT Jürgenstorf | Neubildung | Jürgenstorf | Malchin |
| 01.01.1983 | Ritzerow, OT Krummsee Zettemin, OT Rottmannshagen                                                                              | Umgliederung | Jürgenstorf | Malchin |
| 01.01.1983 | Stavenhagen, OT Kittendorf | Neubildung | Kittendorf | Malchin |
| 01.01.1984 | Strasburg, OT Hornshagen | Umgliederung | Mildenitz | Strasburg |
| 06.05.1984 | Rutenberg, OT Retzow | Neubildung | Retzow | Templin |
| 01.01.1969 | Strasen-Priepert | Auflösung | – | Neustrelitz |
| 07.05.1990 | Strasen-Priepert, OT Priepert                                                                                                  | Neubildung | Priepert | Neustrelitz |
| 07.05.1990 | Strasen-Priepert, OT Strasen                                                                                                   | Neubildung | Strasen | Neustrelitz |
| 11.07.1990 | Friedenfelde, OT Groß Kölpin                                                                                                   | Neubildung | Groß Kölpin | Templin |